# پترا دایموندز
پترا دایموندز (انگلیسی: Petra Diamonds) شرکت معدن بریتانیایی است، که در سال ۱۹۹۷ تأسیس شد.